# 環甲

四種早期盔甲的結構。右下角為環甲的圖示。

環甲（Ring Armor）是一種將金屬環縫在布料或皮革上所成的盔甲，環甲不像鏈甲一樣每個金屬環都有環環相扣到。被縫上的金屬環通常是鋼或鐵製的，歐洲還沒找到以前留存下來環甲，但在亞洲有發現實物。